# اچ‌ام‌اس بریستول (۱۶۵۳)
اچ‌ام‌اس بریستول (۱۶۵۳) (به انگلیسی: HMS Bristol (1653)) یک کشتی است که طول آن ۱۰۴ فوت (۳۱٫۷ متر) می‌باشد.